# Anne Marie Bush
Anne Marie Bush, all'anagrafe Anne Marie Busk Sørensen (Fårvang, 24 ottobre 1963), è una cantante danese.

## Biografia
Prima di avviare la sua carriera da solista, Anne Marie Bush ha cantato nei gruppi musicali Zox e Silkeborg Bigband. Nel 1988 è salita alla ribalta con la sua partecipazione al Dansk Melodi Grand Prix, il programma di selezione del rappresentante danese per l'Eurovision Song Contest, dove ha cantato 9½ minut. Il suo album di debutto, Anne-Marie, è uscito nello stesso anno.
Fra il 1995 e il 2001 la cantante ha vissuto in California, dove ha lavorato come corista. In particolare, ha cantato i cori di I Love Rock 'n' Roll di Britney Spears.
Al suo rientro in Danimarca, ha continuato a lavorare come cantante, pubblicando nel 2005 il singolo SupaSexual, che ha conquistato la 10ª posizione nella Track Top-40, la classifica nazionale.

## Discografia

### Album in studio
- 1988 – Anne-Marie
- 1993 – Danmark & Europa (con Jan Kaspersen, Per Fomsgaard e Per Folke)
- 2015 – Unzipped

### Singoli
- 1988 – 9½ minut
- 2005 – SupaSexual
- 2010 – Feel U
- 2014 – Fly
- 2015 – London Bridge (con Levi&Suiss, DJ Sabrina Terrence e Joy Records)
- 2015 – HiTech Chick
- 2015 – U Belong to Me
- 2015 – I Won't Run Away
- 2016 – Midnight Bomb
- 2020 – Running Wild